# Хайлигенский договор

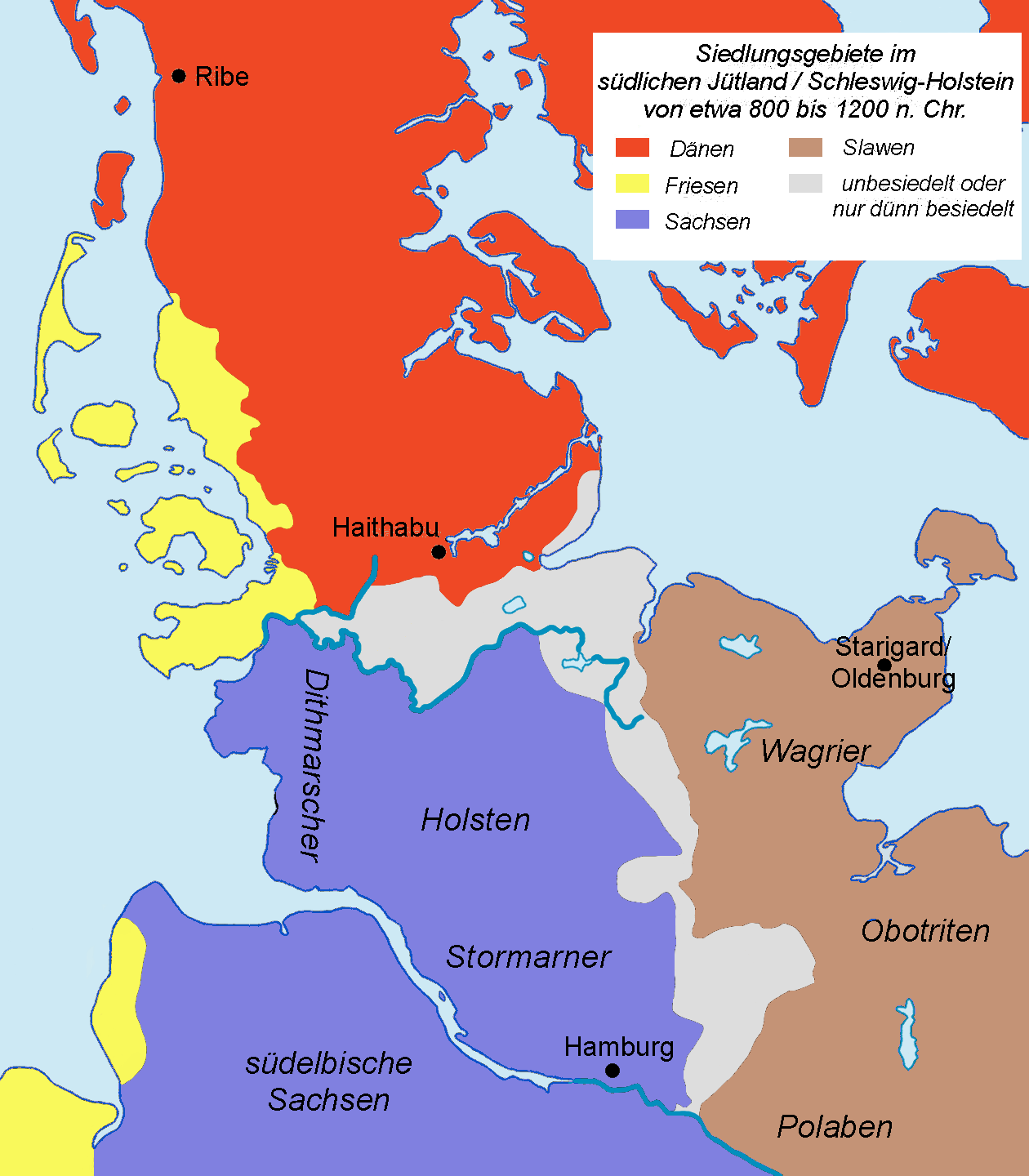
Народы германско-датского пограничья в IX—XI веках

Хайлигенский договор (Хайлигенхафенский договор) — международный договор, заключённый в 811 году на острове вблизи Хайлигена между посланцами правителя Франкской империи Карла Великого и короля данов Хемминга. Этим соглашением было подтверждено заключённое в прошлом году перемирие, завершившее начавшуюся в 804 году франкско-датскую войну. Хайлигенский договор — первое известное письменное соглашение, в котором одной из сторон была скандинавская страна.
О связанных с подписанием Хайлигенского договора событиях сообщается в «Жизни Карла Великого» Эйнхарда, в «Анналах королевства франков» и других франкских анналах, а также в «Деяниях архиепископов гамбургской церкви» Адама Бременского.
После подчинения Карлом Великим саксов пределы Франкского государства достигли населённой данами Ютландии. Расширение франками влияния на проживавших в пограничных областях славян-ободритов, на власть над которыми претендовали также и правители Ютландии, вызвало ответные меры короля данов Гудфреда. Первые столкновения между франками и данами произошли в 804 году. Следующие несколько лет прошли во взаимных проявлениях намерений твёрдо отстаивать свои интересы, в том числе, вооружённым путём. В 808—810 годах Гудфред организовал несколько нападений на прибрежные области Франкской империи и владения их славянских союзников, но затем был убит своим приближённым. Его преемник Хемминг для обеспечения поддержки франков в борьбе со своими родственниками поспешил вступить в переговоры с франкским императором, и в конце 810 года между франками и данами было заключено скреплённое клятвой на оружии перемирие.
Холодная зима не позволила Карлу Великому и Хеммингу тогда же заключить письменный договор. Только весной 811 года их посланцы (по двенадцать человек с каждой стороны) смогли встретиться на реке Айдер у селения Хайлиген (современный Хайлигенхафен). В «Анналах королевства франков» приводится список участников переговоров: «со стороны франков были эти: граф Вала, сын Бернхарда, граф Бурхард, граф Урнок, граф Уодо, граф Мегинхард, граф Бернхард, граф Экберт, граф Теотери, граф Або, граф Осдаг, граф Вигман; со стороны же данов — прежде всего братья Хемминга, Ханквин и Ангандео, затем другие уважаемые среди них мужи, Осфрид по прозвищу Турдимуло и Варстейн, и Суоми, и Урм, и другой Осфрид, сын Хейлиген, и Осфрид из Сконэ, и Хебби, и Аовин». Одним из пунктов Хайлигенского договора был отказ Хемминга от притязаний на власть над ободритами; другим — определение Айдера как границы между франкской Саксонией и данской Ютландией. Согласно преданиям, установление границы между владениями саксов и их северных соседей по этой реке относилось ещё ко временам легендарного короля англов Оффы. Затем франкские посланцы в сопровождении Хебби и Аовина прибыли ко двору Карла Великого (по одним данным — в Ахен, по другим — в Булонь). Здесь даны передали императору дары и гарантии мира от своего короля, а Карл Великий в ответ утвердил условия заключённого в Хайлигене договора.
Установленная Хайлигенским договором граница существовала несколько столетий. Так, в 1025 году при помолвке германского принца Генриха Чёрного и датской принцессы Гунхильды короли Конрад II и Кнуд Великий подтвердили прохождение границы между своими владениями по Айдеру. В ещё более поздние времена Айдер был пограничной рекой между Шлезвигом и Гольштейном.

## Комментарии
1. ↑  Место проведения переговоров — Хайлиген (лат. Eiligen) — упоминается только в одной рукописи «Анналов королевства франков»: созданном в X веке кодексе Bertinianus sive S. Audomari[7].
2. ↑  Кто из носивших это имя знатных франков имеется ввиду, точно не установлено: им мог быть или одноимённый граф Пуатье[8][9][10] или одноимённый вождь саксов[11].